# جلال‌الدین فیروز خلجی
جلال‌الدین فیروز خلجی (۱۴ اکتبر ۱۲۲۰ – ۱۹ ژوئیه ۱۲۹۶) بنیانگذار و اولین پادشاه دودمان پشتون از قبیله غلجایی در دهلی، هندوستان بود.
جلال‌الدین خلجی در زمان سلطنت هفتاد ساله بود. در دوران سلطنت وی شورشها شدت گرفته بود که یکی از آنان حمله مغول‌ها بود، که در نهایت او با سپاهی برای مقابله با آنها از دهلی خارج شد و جنگی بین طرفین در گرفت که در این جنگ جلال الدین خلجی به پیروزی رسید و جمع کثیری از مغولان را مسلمان ساخت.
در ۱۹ ژوئیه ۱۲۹۶، برادرزاده و داماد وی علاءالدین خلجی برای به رسیدن به سلطنت دهلی، او را کشت و خودش جانشین وی شد.